# Tørvelavning
Plantesamfund med Næbfrø, Soldug eller Ulvefod på vådt sand eller blottet tørv er plantesamfund der opstår på vådt sand eller vådt blottet tørv hvor en række af betingelserne for dannelse af en Højmose er opfyldt, specielt skal der være stor tilgang af regnvand, mangel på kalk og mangel på biologisk brugbart kvælstof – altså et vådt men næringsfattigt miljø.
Biotopen, der også kaldes Tørvelavning afviger dog fra højmosen i arealmæssigt udbredelse, der er typisk tale om mindre områder, og mængden af tørvemos. Højmosen består primært af et op til mange meter tykt lag af tørvemos, mens der i denne biotop kan være fuldstændigt fravær af tørvemos, eller tørvemosset kan forekommer i mindre omfang. En anden forskel er at højmosen dannes over 100'er eller 1000'er af år, mens denne biotop kan være ganske kortlivet, helt ned til få år i visse tilfælde.
Biotopen er også væsentlig mere artsfattig end den i forvejen artsfattige højmose, f.eks. mangler enhver form for træer og buske, herunder lyng og tranebær. Endelig er forekomsten på vådt sand ikke mineralfattig som højmosen.
Tørvelavning er betegnelsen for en naturtype i Natura 2000-netværket, med nummeret 7150.

## Eksempler på Naturtypen
Biotopen er almindelige i klit-sø området bag Råbjerg Mile, men forekommer hist og her i klitområder i Jylland og Nord-Sjælland. Ses desuden i tørvemoser hvor tørvegravningen er oghørt for nylig, f.eks. visse steder i Lille Vildmose.